# Бджолоїдка сулавеська
Бджолоїдка сулавеська (Meropogon forsteni) — вид сиворакшоподібних птахів родини бджолоїдкових (Meropidae).

## Назва
Вид Meropogon forsteni названо на честь нідерландського натураліста Елтіо Алегондаса Форстена (1811—1843).

## Поширення
Ендемік індонезійського острова Сулавесі. Трапляється на галявинах та узліссях тропічного дощового лісу.

## Опис
Це яскраво забарвлений птах з довгим хвостом і закругленими крилами. Дзьоб довгий, вузький і трохи вигнутий вниз. Сягає завдовжки близько 25–26 см, включаючи дві подовжені хвостові пір'їни (завдовжки 6 см).
Птах має фіолетову голову, шию та груди. Спина, крила та хвіст зелені, за винятком задньої частини шиї червонувато-коричневого кольору. Нижня частина живота також червонувато-коричнева, а нижня частина хвоста — коричнева. На хвості є два витягнутих і тонких пера, що виступають в центральній частині хвоста. Самиця відрізняється від самця більшою ділянкою коричневого кольору на череві.

## Спосіб життя
Живиться комахами, такими як бджоли, оси, бабки та жуки, яких він зазвичай ловить на льоту. Цей вид полює поодинці або парами із засідки на високому дереві. Розмножується у посушливий сезон у внутрішніх частинах острова. У вологий сезон мігрує ближче до узбережжя. Гнізда облаштовує в тунелях, викопаних на берегах річок та інших вертикальних піщаних поверхнях. Тунелі можуть сягати до 90 см завглибшки. Колоній не утворює.